# AEGEE
Az AEGEE (francia rövidítése az Association des Etats Généraux des Etudiants de l’Europe -nak, magyar jelentése: Európai Hallgatók Egyesülete) egy politikailag független, nonprofit, európai diákszervezet, mely nyitva áll Európa minden országának egyetemistái és főiskolásai előtt. Ma Európa 40 országában körülbelül 13 ezer taggal rendelkezik, megalakulása óta több mint 100.000 tagja volt. Magyarországon három helyi egység, úgynevezett antenna működik.
Az AEGEE-t az európai egység gondolata hozta létre. Célja, hogy a különböző nemzetiségű diákok konferenciákon, csereprogramokon és nyári egyetemeken találkozzanak, megismerjék egymást és "európai barátokká" váljanak. Konferenciákat, szemináriumokat rendez a legkülönbözőbb témákban, például: ex-Jugoszlávia, kisebbségek, borkonferencia, sport, tánc, nemzetközi terrorizmus stb. Legnagyobb rendezvényei a nyári egyetemek, Európa közel 100 városában.
Az AEGEE azon kevés szervezetek egyike, amelyeket az Európai Unió elismer. Támogatja az Európai Bizottság, az Európa Tanács, és tanácskozási, illetve véleményezési joggal bír az UNESCO-ban.

## Története
A szervezetet 1985-ben, párizsi egyetemisták alapították. Az alapötlet egy konferencia volt Párizs 5 Grand Ecole-jának közreműködésével, amely lehetőséget teremtett a fiatal európaiaknak Európa eseményeiről, jelenjéről, jövőjéről vitatkozni, ötleteket gyűjteni, stb. Ez volt az úgynevezett óriás EGEE konferencia, amelyet még követett néhány, és ennek apropóján több helyi iroda, úgynevezett antenna is megalakult Párizson kívül.
Az 1980-as években az AEGEE tagjai főleg EU országok egyetemei voltak. 1987-ben az AEGEE kezdeményezésére és jelentős közreműködésével létrehozták az ERASMUS programot, majd 1988-tól az AEGEE legsikeresebb rendezvényét, a nyári egyetemet - akkor még csak 11 helyszínnel. 1990-ben nyitottak Közép- és Kelet Európa felé is (1991-ben Magyarországon, Budapesten létesült antenna), valamint elkezdte munkáját az East-West Working Group, megkezdődött a hálózat nagyiramú terjeszkedése. Ebben az évtizedben együttműködési és partneri kapcsolat alakul ki a szervezet és az Európa Tanács között. 1995-ben megszületett az első nem európai antenna Törökországban. 1996-ban a vezetés áttette székhelyét Brüsszelbe, valamint létrejött az AEGEE-Academy.

## Magyarországi antennák listája
- AEGEE-Budapest
- AEGEE-Debrecen  Archiválva 2010. február 11-i dátummal a Wayback Machine-ben
- AEGEE-Pécs

### Korábban aktív, ma már megszűnt antennák
- AEGEE-Baja[1]
- AEGEE-Dunaújváros[2]
- AEGEE-Eger[3]
- AEGEE-Gödöllő http://www.central.aegee.org/~erth/others/godollo/%5B%5D
- AEGEE-Győr[4]
- AEGEE-Kőszeg-Szombathely
- Miskolc (csak Contact Antenna)[5]
- AEGEE-Piliscsaba
- AEGEE-Szeged
- AEGEE-Székesfehérvár[5]
- AEGEE-Veszprém http://www.vein.hu/~aegee/index.html

## Képek

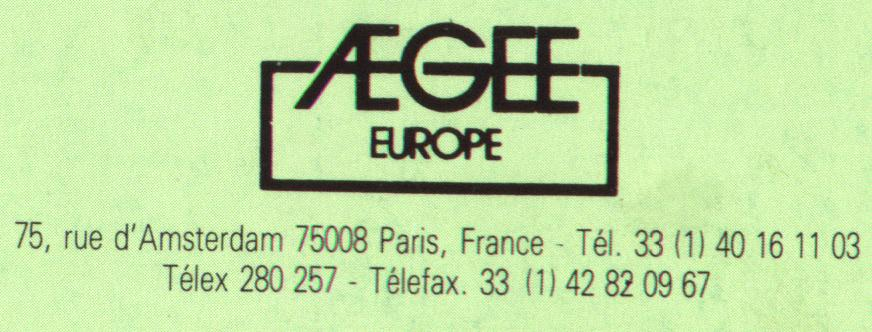
Az AEGEE régebbi hivatalos logója